# Cast a Giant Shadow
Cast a Giant Shadow é um filme americano de 1966 dirigido por Melville Shavelson, uma produção de grande orçamento de ação baseada na vida do coronel Mickey Marcus, com Kirk Douglas, Senta Berger, Yul Brynner, John Wayne, Frank Sinatra e Angie Dickinson. Shavelson adaptou, produziu e dirigiu a obra.

## Elenco
- Marcus - Kirk Douglas
- Emma Marcus - Angie Dickinson
- Magda - Senta Berger
- Asher - Yul Brynner
- Ram Oren -  Stathis Giallelis
- The General - John Wayne
- Vince - Frank Sinatra
- McAffee - Gordon Jackson
- Saphir - James Donald